# Smrtonosno oružje 3
Smrtonosno oružje 3 (eng. Lethal Weapon 3) je akcijski film  Richarda Donnera iz 1992. s  Melom Gibsonom i  Dannyjem Gloverom u glavnim ulogama. Treći je to nastavak četverodijelnog serijala Smrtonosno oružje. Joe Pesci drugi se put pojavljuje u ulozi Lea Getza, a Rene Russo prvi puta, u ulozi narednice Unutarnje kontrole policije Los Angelesa.
Film je radnjom smješten u 1992., pet godina nakon što su se Riggs (Gibson) i Murtaugh (Glover) upoznali. Dvojcu se prije tri godine pridružio i treći član, Leo Getz (Pesci), kao i lijepa, ali agresivna narednica Unutarnje kontrole, Lorna Cole (Russo). Ovaj put glavni negativac je bivši časnik policije Los Angelesa, poručnik Jack Travis (Stuart Wilson).

## Radnja
Film počinje s narednicima Riggsom i Murtaughom koji regairaju na bombašku prijetnju. Riggs uvjerava Murtaugha - koji odrađuje svoje zadnje tjedne prije mirovine - da uđe u zgradu prije nego dođu pirotehničari, tvrdeći kako on sam može deaktivirati bombu, te da pirotehničari uvijek kasne. Nažalost, Riggs svojim postupcima samo ubrzava timer na bombi, a partneri jedva uspijevaju pobjeći iz zgrade prije nego što ju je u potpunosti uništila eksplozija. Kao sol na ranu, pirotehničari stižu nekoliko trenutaka nakon što je bomba već eskplodirala. Iako uspijevaju spasiti mačku, partneri su degradirani u čin pozornika.
Tijekom patrole, Riggs i Murtaugh pokušavaju spriječiti pljačku blindiranog auta; na njihovo iznenađenje, shvaćaju kako pljačkaši imaju metke koji probijaju pancirke. Riggs i Murtaugh, zajedno s mrzovoljnom narednicom iz Unutarnje kontrole, Lornom Cole - otkrivaju kako se bivši okrutni policijski časnik Jack Travis dočepao opasne municije iz spremišta policije Los Angelesa. Travis je prodavao oružje uličnim bandama, kako bi financirao svoj privatni projekt, koji uključuje pranje povelikog iznosa novca iz mirovinskog fonda. Leo Getz, koji se ponovno pojavljuje - ovaj put kao agent za nekretnine koji Murtaughu pokušava prodati kuću kao dio plana za mirovinu - uspijeva dati Riggsu i Murtaughu neke vrijedne informacije o Travisovim aktivnostima, iako ostaje nepodnošljiv kao i uvijek. Uspijeva ih dovesti do Travisa, na hokejskoj utakmici Los Angeles Kingsa, ali Travis uspijeva pobjeći nakon što je pogodio Lea na ledu; Leo ipak nije ozbiljnije ozlijeđen. Kako vrijeme prolazi, Riggs shvaća da je narednica Cole njegova srodna duša, pa počinju romansu nakon natjecanja u usporedbi ožiljaka i rana iz opasnih operacija.
Tijekom istrage, Riggs nadgleda članove jedne ulične bande koji dilaju drogu i odlučuje to pomnije istražiti. Banda otvara vatru iz automatskog oružja, prisiljavajući Riggsa i Murtaugha da uzvrate. Murtaugh ubija jednog člana bande, a ispostavlja se da je to Darryl, prijatelj Murtaughovog sina. Murtaugh pada u depresiju, što sve više zabrinjava Riggsa i policijskog psihologa, dr. Hunsakera. Riggs na kraju pomaže Murtaughu, prisjećajući se kako se on osjećao nakon što mu je žena poginula. Na sprovodu, Darylov otac naređuje Murtaughu da nađe onog koji je prodao pištolj njegovu sinu, što se pretvara u osobnu stvar za Murtaugha. Oružje je kasnije obrađeno, te se ispostavilo da je to bilo jedno od onih koji su ukrani od policije.
Dok Murtaugh, Riggs i Cole istražuju, Travis je oteo načelnika Eda Murphyja. Trojka se daje u potjeru na napuštenom građevinskom zemljištu, uspijevaju spasiti Murphyja, iako po cijenu života mladog policajca novaka. Trojac je uspio razbiti lanac krijumčara oružja i spaliti Travisovu kuću. Tijekom eksplozije, Jack Travis pogađa Cole, koja, međutim, nosi dvije pancirke. Preživljava, ali je ozbiljno ranjena. Riggs ubija Travisa, koristeći Darylov pištolj napunjen ukradenim mecima. Na dan umirovljenja, Murtaugh se predomišlja i odlučuje nastaviti službu u policiji, u partnerstvu s Riggsom.
Kako se počinje vrtiti odjavna špica, objavljuje se još jedna bombaška prijetnja, a Riggs ponovno nagovara Murtaugha da je istraže. Dvojica stižu na mjesto događaja nekoliko sekundi prije nego što je zgrada eksplodirala; kako zgrada pada, njih dvojica ubrzano odlaze u autu, istodobno govoreći: "Prestar sam za ovo sranje."

## Reakcije
S budžetom od 35 milijuna dolara, film je ostvario veliki uspjeh, zaradivši 145 milijuna. Iako manje od 150 milijuna, koliko je zaradio prvi nastavak, bio je drugi najuspješniji ljetni film (nakon filma Batman: Povratak) i četvrti najprofitabilniji film godine.
Unatoč statistici, kritike su bile podijeljene, posebno u usporedbi s prva dva filma. Iako su scene akcije i humor bili zabavni, film je zaradio kritike zato što je ponavljao formulu koja je bila upotrijebljena u prva dva nastavka. Drugi prigovor bio je da je neurotični Leo Getz relativno nevažan za radnju filma, a možda je trebao dobiti više prostora.
Kako bilo, film je imao i novih prednosti. Novi lik Lorne Cole (Rene Russo) - prikazan je kao ženska verzija Martina Riggsa. Osim toga, uvodna sekvenca i završetak smatraju se jednim od najboljih trenutaka serijala.
U filmu se pojavljuju pjesme Stinga ("It's Probably Me"), i  Eltona Johna i  Erica Claptona ("Runaway Train").

## Zanimljivosti
- Zgrada uništena u početnoj sceni je bivša gradska vijećnica Orlanda, Florida. Bill Frederick, tadašnji gradonačelnik Orlanda, glumio je policajca koji plješće i uzvikuje "Bravo" nakon što je zgrada srušena. Izvještaji pokazuju da je Joel Silver platio 165 tisuća dolara kako bi srušio staru gradsku vijećnicu, koja je zamijenjena većom zgradom, izgrađenom nekoliko ulica južnije 1990. godine.
- Zgrada koja je uništena u zadnjoj sceni je bivši hotel Soreno i Sankt-Peterburgu na Floridi.
- Scenarist Jeffrey Boam dvaput je potpisan na špici pod kategorijom "scenarij". Bilo je to zato što je on napisao prvu verziju scenarija (za što je zaradio prvi potpis), a drugu verziju zajedno s Robertom Markom Kamenom (za drugi potpis). Ako su dva pisca potpisana na filmu, a njihova imena su odvojena znakom "&", to znači da su surađivali na scenariju. Ako su dva imena odvojena riječju "and", to znači da su oba značajno doprinijela kako bi zaradili potpis, ali nisu radili zajedno (obično je jedan angažiran kako bi prepravio scenarij onog drugog). U ovom scenariju, Boam je angažiran kako bi prepravio svoj vlastiti scenarij s drugim piscem.
- Ovo je prvi film iz serije Smrtonosno oružje koji ima tematsku pjesmu (Stingovu "It's Probably Me").
- Neizgrađena kuća bilo je napušteno građevinsko zemljište u Lancasteru, Kalifornija, koje je propalo zbog bankrota na tržištu nekretnina u ranim devedestima. Grad je dopustio filmskoj kompaniji da snima film nakon što je kompanija pristala srušiti gradilište kad završe sa snimanjem.

## Vanjske poveznice
- Smrtonosno oružje 3 u internetskoj bazi filmova IMDb-a